# Danh sách loài họ Chồn hôi

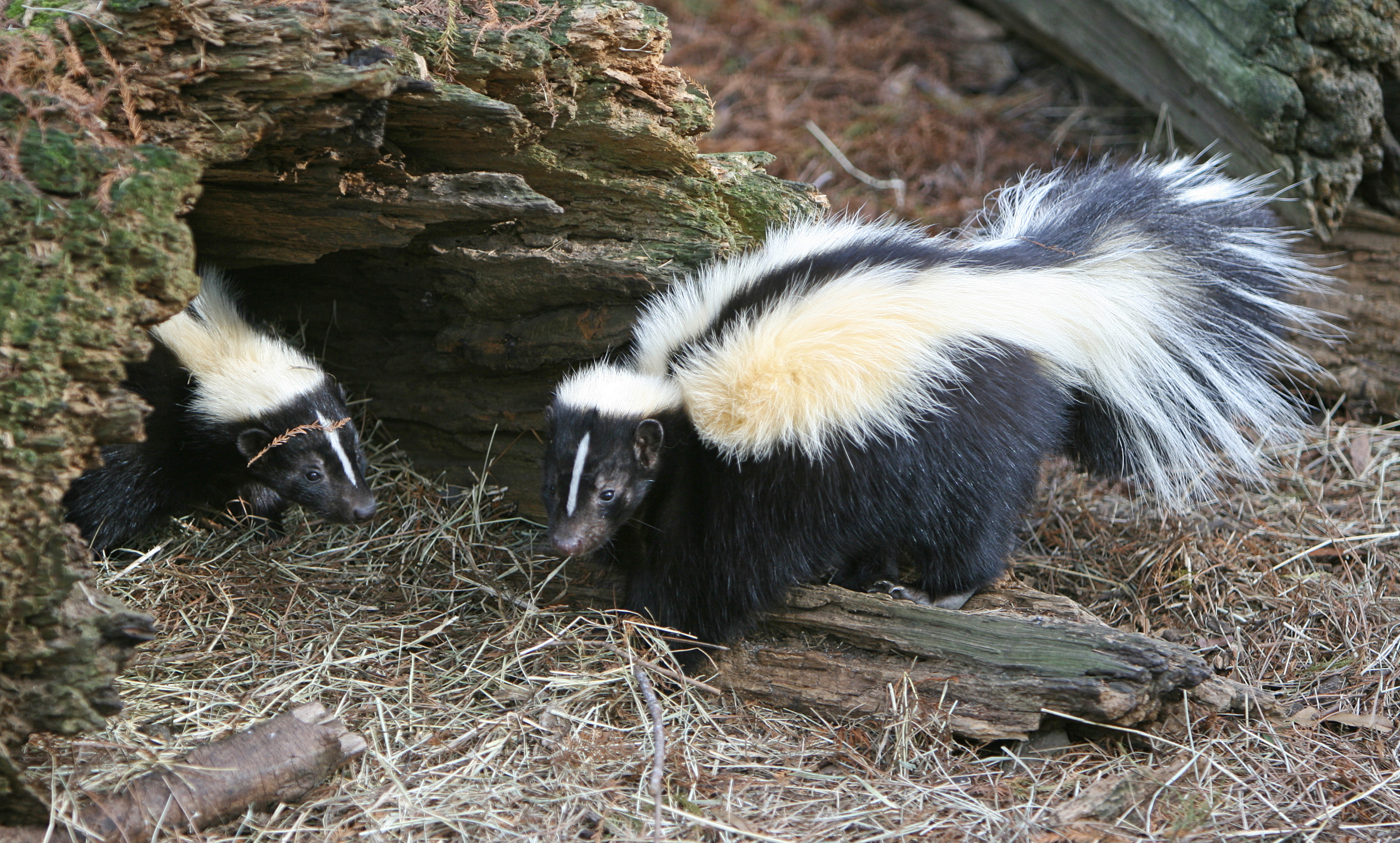
Chồn hôi sọc (Mephitis mephitis)

Họ Chồn hôi (Mephitidae) là một họ thú thuộc Bộ Ăn thịt (Carnivora), gồm chồn hôi và lửng hôi. Trong tiếng Anh, mỗi loài trong họ này được gọi là mephitid. Các loài chồn hôi phổ biến trên khắp châu Mỹ, trong khi các loài lửng hôi xuất hiện ở quần đảo Sunda Lớn của Đông Nam Á. Các loài trong họ sống ở nhiều môi trường khác nhau, điển hình là đồng cỏ, rừng và cây bụi. Hầu hết các loài họ Chồn hôi dài 20–50 cm (8–20 in), cộng đuôi 10–40 cm (4–16 in), dù chồn hôi đốm lùn có thể nhỏ đến 11 cm (4 in) cộng đuôi 7 cm (3 in), và một số cá thể chồn hôi sọc có thể dài tới 82 cm (32 in) cộng đuôi 40 cm (16 in). Không có loài nào được ước tính về quy mô quần thể, nhưng có hai loài được phân loại là loài sắp nguy cấp. Các loài thuộc họ Chồn hôi nói chung không được thuần hóa, mặc dù chồn hôi đôi khi được nuôi làm thú cưng.
Họ Chồn hôi có 12 loài, chia thành 4 chi: Conepatus (chồn hôi mũi lợn), Mephitis (chồn hôi), Mydaus (lửng hôi) và Spilogale (chồn hôi đốm). Họ Chồn hôi ban đầu là một nhánh trong họ Chồn (Mustelidae), với các loài lửng hôi được gộp chung với với những loài lửng khác trong chi Melinae. Nhưng bằng chứng di truyền gần đây đã dẫn đến sự đồng thuận tách Mephitidae thành một họ riêng. Các loài đã tuyệt chủng cũng được xếp vào tất cả các chi còn tồn tại trừ Mydaus, cũng như 9 chi đã tuyệt chủng. 26 loài tuyệt chủng đã được tìm thấy, mặc dù do quá trình nghiên cứu và khám phá vẫn đang diễn ra nên số lượng và phân loại vẫn chưa chính xác.

## Quy ước
Mã tình trạng bảo tồn được liệt kê tuân theo Sách đỏ các loài bị đe dọa của Liên minh Bảo tồn Thiên nhiên Quốc tế (IUCN). Bản đồ phân bố được đính kèm nếu có thông tin. Khi không có thông tin về bản đồ phân bố, sẽ được thay thế bằng mô tả về phạm vi môi trường hoạt động của loài. Vùng phân bố dựa trên danh sách đỏ IUCN cho loài đó trừ khi có ghi chú khác. Tất cả các loài hoặc phân loài đã tuyệt chủng được liệt kê cùng với các loài còn tồn tại đã tuyệt chủng sau năm 1500 và được biểu thị bằng biểu tượng thập tự "". Số liệu quần thể được làm tròn đến phần hàng trăm.

## Phân loại
Họ Chồn hôi có 12 loài còn tồn tại thuộc 4 chi, chia tiếp thành 60 phân loài. Họ này không có phân họ. Các số liệu này không bao gồm các loài lai hay các loài tiền sử tuyệt chủng.
- Chi Conepatus (chồn hôi mũi lợn): 4 loài
- Chi Mephitis (chồn hôi): 2 loài
- Chi Mydaus: (lửng hôi): 2 loài
- Chi Spilogale: (chồn hôi đốm): 4 loài

## Danh sách loài họ Chồn hôi
Phân loại sau đây dựa trên phân loại của Mammal Species of the World (2005), cùng với các đề xuất bổ sung được chấp nhận rộng rãi kể từ khi sử dụng phân tích phát sinh chủng loại phân tử.
| Tên thông thường                                       | Tên khoa học và phân loài | Phân bố                              | Kích thước và môi trường sống | Tình trạng bảo tồn và số lượng ước tính |
| ------------------------------------------------------ | --- | ------------------------------------ | --- | --------------------------------------- |
| American hog-nosed skunk (Chồn hôi mũi lợn Trung Mỹ)   | C. leuconotus · (Lichtenstein, 1832) · 3 phân loài - C. l. figginsi (Chồn hôi mũi lợn miền Đông) - C. l. leuconotus (Chồn hôi mũi lợn Furnace Canyon) - C. l. telmalestes (Chồn hôi mũi lợn Big Thicket) | Miền nam Bắc Mỹ và miền bắc Trung Mỹ | Kích thước: dài 34–51 cm (13–20 in), cộng đuôi 12–41 cm (5–16 in) Môi trường sống: Vùng đá, rừng, đồng cỏ và sa mạc Thức ăn: Chủ yếu ăn côn trùng, cũng như trái cây và động vật có xương sống nhỏ   | LC · Không rõ                           |
| Humboldt's hog-nosed skunk (Chồn hôi mũi lợn Humboldt) | C. humboldtii Gray, 1837 3 phân loài - C. h. castaneus - C. h. humboldtii - C. h. proteus | Cực nam Nam Mỹ                       | Kích thước: dài 32–45 cm (13–18 in), cộng đuôi 15–18 cm (6–7 in) Môi trường sống: Cây bụi, đồng cỏ, xavan và vùng đá Thức ăn: Chủ yếu ăn côn trùng, cũng như động vật có vú nhỏ, cây bụi và trái cây | LC · Không rõ                           |
| Molina's hog-nosed skunk (Chồn hôi mũi lợn Molina)     | C. chinga (Molina, 1792) 7 phân loài - C. c. budini - C. c. chinga - C. c. gibsoni - C. c. inca - C. c. mendosus - C. c. rex - C. c. suffocans                                                           | Miền nam Nam Mỹ                      | Kích thước: dài 20–49 cm (8–19 in), cộng đuôi 13–29 cm (5–11 in) Môi trường sống: Đồng cỏ, cây bụi và xavan Thức ăn: Ăn tạp; chủ yếu ăn động vật không xương sống, gặm nhấm, bò sát nhỏ và trứng     | LC · Không rõ                           |
| Striped hog-nosed skunk (Chồn hôi sọc mũi lợn)         | C. semistriatus (Boddaert, 1785) 6 phân loài - C. s. amazonicus - C. s. semistriatus - C. s. taxinus - C. s. trichurus - C. s. yucatanicus - C. s. zorrino                                               | Trung Mỹ và miền bắc và đông Nam Mỹ  | Kích thước: dài 33–50 cm (13–20 in), cộng đuôi 13–31 cm (5–12 in) Môi trường sống: Đồng cỏ, cây bụi và rừng Thức ăn: Chủ yếu ăn côn trùng, thằn lằn và chim                                          | LC · Không rõ                           |

| Tên thông thường               | Tên khoa học và phân loài | Phân bố            | Kích thước và môi trường sống | Tình trạng bảo tồn và số lượng ước tính |
| ------------------------------ | --- | ------------------ | --- | --------------------------------------- |
| Hooded skunk (Chồn hôi đội mũ) | M. macroura Lichtenstein, 1832 4 phân loài - M. m. eximius - M. m. macroura - M. m. milleri - M. m. richardsoni | México và Trung Mỹ | Kích thước: dài 19–30 cm (7–12 in), cộng đuôi 35–40 cm (14–16 in) Môi trường sống: Sa mạc, cây bụi, vùng đá, đồng cỏ và rừng Thức ăn: Chủ yếu ăn côn trùng, trái cây, động vật có xương sống nhỏ và trứng chim | LC · Không rõ                           |
| Striped skunk (Chồn hôi sọc)   | M. mephitis (Schreber, 1776) 13 phân loài - M. m. avia (Chồn hôi Illinois) - M. m. elongata (Chồn hôi Florida) - M. m. estor (Chồn hôi Arizona) - M. m. holzneri (Chồn hôi Nam California) - M. m. hudsonica (Chồn hôi bình nguyên miền Bắc) - M. m. major (Chồn hôi Đại Bồn địa) - M. m. mephitis (Chồn hôi Canada) - M. m. mesomelas (Chồn hôi Louisiana) - M. m. nigra (Chồn hôi miền Đông) - M. m. notata (Chồn hôi núi Cascade) - M. m. occidentalis (Chồn hôi California) - M. m. spissigrada (Chồn hôi Puget Sound) - M. m. varians (Chồn hôi đuôi dài Texas long-tailed) | Bắc Mỹ             | Kích thước: dài 46–82 cm (18–32 in), cộng đuôi 17–40 cm (7–16 in)l Môi trường sống: Cây bụi, xavan, rừng và đồng cỏ Thức ăn: Chủ yếu ăn côn trùng, động vật có vú nhỏ, chim và thảm thực vật                   | LC · Không rõ                           |

| Tên thông thường                            | Tên khoa học và phân loài | Phân bố               | Kích thước và môi trường sống | Tình trạng bảo tồn và số lượng ước tính |
| ------------------------------------------- | --- | --------------------- | --- | --------------------------------------- |
| Palawan stink badger (Lửng hôi đảo Palawan) | M. marchei Huet, 1887 | Tây Philippines       | Kích thước: dài 32–49 cm (13–19 in), cộng đuôi 1–5 cm (0–2 in) Môi trường sống: Rừng, cây bụi và thảm thực vật du nhập Thức ăn: Chủ yếu ăn giun và động vật chân đốt           | LC · Không rõ                           |
| Sunda stink badger (Lửng hôi Sunda)         | M. javanensis (Desmarest, 1820) 3 phân loài - M. j. javanensis (Lửng hôi Sunda) - M. j. lucifer (Lửng hôi Bornea) - M. j. ollula (Lửng hôi Quần đảo Natuna) | Indonesia và Malaysia | Kích thước: dài 37–51 cm (15–20 in), cộng đuôi 5–8 cm (2–3 in) Môi trường sống: Đồng cỏ, rừng và cây bụi Thức ăn: Chủ yếu ăn trứng chim, xác thối, côn trùng, giun và thực vật | LC · Không rõ                           |

| Tên thông thường                               | Tên khoa học và phân loài | Phân bố                     | Kích thước và môi trường sống | Tình trạng bảo tồn và số lượng ước tính |
| ---------------------------------------------- | --- | --------------------------- | --- | --------------------------------------- |
| Eastern spotted skunk (Chồn hôi đốm miền đông) | S. putorius (Linnaeus, 1758) 3 phân loài - S. p. ambarvalis - S. p. interrupta - S. p. putorius                                                                                      | Miền đông Hoa Kỳ            | Kích thước: dài 11–35 cm (4–14 in), cộng đuôi 7–22 cm (3–9 in) Môi trường sống: Rừng, vùng đá, cây bụi và đồng cỏ Thức ăn: Ăn tạp; chủ yếu ăn côn trùng, cũng như động vật có vú nhỏ và chim                                      | VU · Không rõ                           |
| Pygmy spotted skunk (Chồn hôi đốm lùn)         | S. pygmaea Thomas, 1897 3 phân loài - S. p. australis - S. p. intermedia - S. p. pygmaea                                                                                             | Bờ biển phía tây của México | Kích thước: dài 11–35 cm (4–14 in), cộng đuôi 7–12 cm (3–5 in) Môi trường sống: Cây bụi, ven biển/trên triều và rừng Thức ăn: Chủ yếu ăn côn trùng, nhện, chim, trứng, động vật có vú nhỏ, trái cây và hạt                        | VU · Không rõ                           |
| Southern spotted skunk (Chồn hôi đốm Trung Mỹ) | S. angustifrons Howell, 1902 5 phân loài - S. a. angustifrons - S. a. celeris - S. a. elata - S. a. tropicalis - S. a. yucatanensis                                                  | México và Trung Mỹ          | Kích thước: dài 20–25 cm (8–10 in), cộng đuôi 10–15 cm (4–6 in) Môi trường sống: Rừng và vùng đá Thức ăn: Ăn tạp; chủ yếu ăn côn trùng, động vật có vú nhỏ, trái cây, ngũ cốc, chim và trứng chim                                 | LC · Không rõ                           |
| Western spotted skunk (Chồn hôi đốm miền tây)  | S. gracilis Merriam, 1890 7 phân loài - S. g. amphialus (Chồn hôi đốm đảo) - S. g. gracilis - S. g. latifrons - S. g. leucoparia - S. g. lucasana - S. g. martirensis - S. g. phenax | Miền tây Bắc Mỹ             | Kích thước: dài 24–37 cm (9–15 in), cộng đuôi 8–21 cm (3–8 in) Môi trường sống: Đất ngập nước nội địa, đồng cỏ, cây bụi, vùng đá, xavan và rừng Thức ăn: Chủ yếu ăn côn trùng, động vật có vú nhỏ, xác thối, quả mọng và trái cây | LC · Không rõ                           |